# Chamaecrista absus
Chamaecrista absus es una especie de planta fanerógama de la familia Fabaceae. Es una especie cosmopolita.

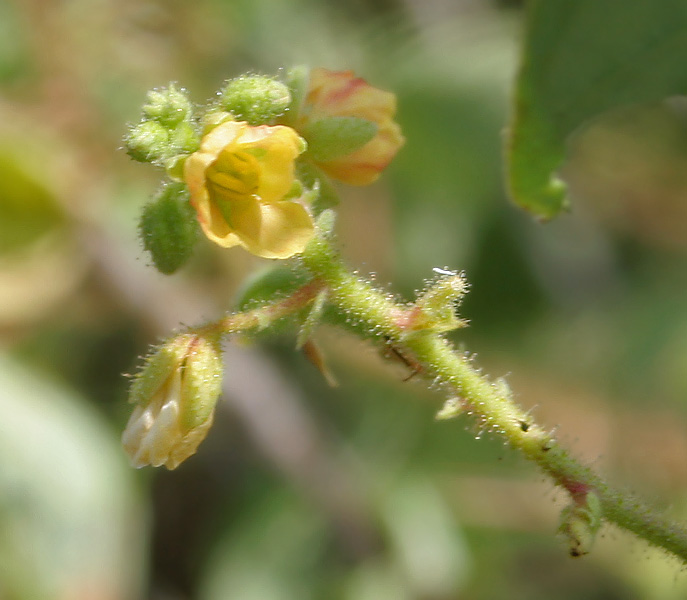
Flor

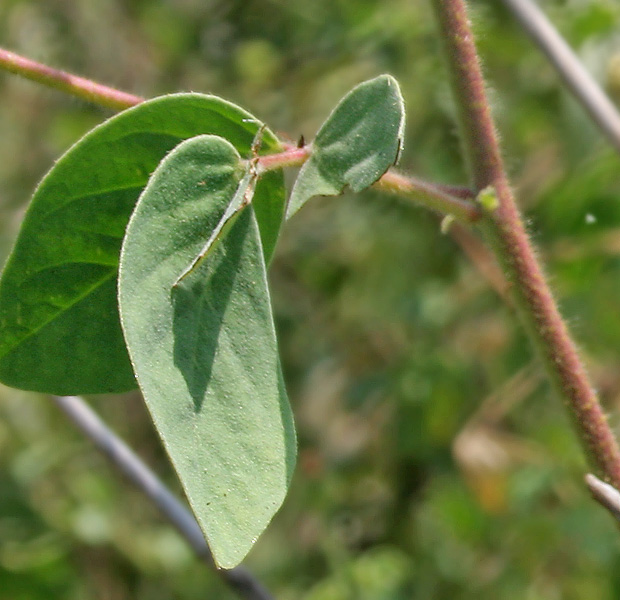
Hoja

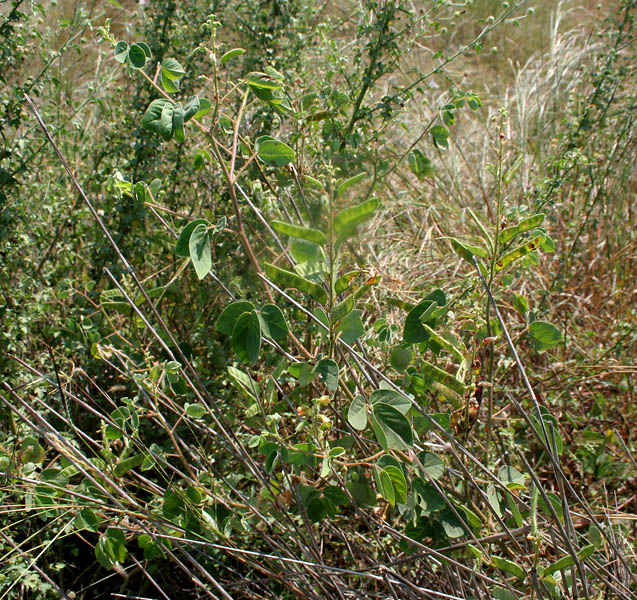
Vista de la planta

## Descripción
Es una hierba anual ue alcanza un tamaño de 60 cm de altura, glandular peluda. Hojas con pecíolo de 4 cm, sin glándula; hojas con 2 pares de folíolos opuestos con una glándula en el raquis entre cada par. Las inflorescencias son terminales. Los pétalos de 5-6 mm, de color amarillo, naranja, salmón o rosa-rojo con vetas de color marrón rojizo.

## Hábitat
Se encuentra en los pastizales perturbados o bosque abierto, también en bordes de caminos, aluviones fluviales y antiguas zonas cultivadas.

## Taxonomía
Chamaecrista absus fue descrito por (L.) H.S.Irwin & Barneby y publicado en Memoirs of The New York Botanical Garden 35: 664. 1982.
Etimología
Chamaecrista: nombre genérico que deriva de las palabras griegas: chama = "bajo, enano" y crista = "cresta".
Variedad aceptada
- Chamaecrista absus var. meonandra (H.S.Irwin & Barneby) H.S.Irwin

Sinonimia
- Cassia absus L.
- Cassia babylonica Schrank
- Cassia coccinea Wall.
- Cassia exigua Roxb.
- Cassia foliolis L.
- Cassia thonningii DC.
- Cassia viscida Zoll.
- Chamaecrista absus var. absus
- Grimaldia absus (L.) Link
- Grimaldia absus (L.) Britton & Rose
- Grimaldia opifera Schrank
- Senna absus (L.) Roxb.
- Senna exigua Roxb.
- Senna quadrifolia Burm.[5]